# Restaurantes California
Restaurantes California o también llamada California Restaurante-Buffet, fue una cadena de restaurantes mexicana, fundada en 1982 por Controladora Comercial Mexicana subsidiaria de la misma, en el año 2014 es adquirido por Grupo Gigante, convirtiendo sus sucursales en Tok's Restaurantes.

## Historia
La historia de Restaurantes California surge en 1982, cuando se inaugura su primera sucursal ubicada en Valle Dorado, municipio de Tlalnepantla de Baz, expandiendose con ubicaciones en Estado de México y Ciudad de México.Se aperturan sucursales junto a los formatos de tienda Comercial Mexicana como lo fueron Comercial Mexicana, Mega Comercial Mexicana y Bodega Comercial Mexicana, este último en algunas ubicaciones, en 1987 inicia el concepto llamado Buffet, por lo que hasta en 1994 se alcanza el mayor crecimiento anual con 9 aperturas al año y al mismo tiempo se lanza el concepto "Super Buffet".
En el año 1999 Restaurantes California convierte 5 unidades de Sumesa, con ubicaciones en Insurgentes Sur, Taxqueña, Tlalpan, Narvarte y Calzada de Guadalupe en la Ciudad de México, por lo que pasan a transformarse por completo en la cadena de Restaurantes California, sólo es demolida la sucursal de Insurgentes Sur. Años más tarde abriría más de 50 restaurantes por la república mexicana, en entidades como Puebla, Morelos, Michoacán, Guerrero, Veracruz y Tijuana, Baja California.
Emulando el concepto de los Arango con Aurrerá, Bodega Aurrera y posteriormente Walmart con los restaurantes Vips y El Portón, la competencia directa de California, así como en su momento Gigante con Tok's Restaurantes.
En el año 2008 Restaurantes California adquiere a la cadena local de restaurantes y cervecería Beer Factory, mediante sus 3 sucursales en ubicaciones como Santa Fe, Cuicuilco y Mundo E en Ciudad de México y Estado de México, además de formar parte de la cadena restaurantera, subsidiria de Controladora Comercial Mexicana.California contaba con 71 unidades.
En cambio algunas de sus sucursales quedarían abandonadas, contando con 50 ubicaciones, y las demás abandonadas hasta su desaparición en 2015.

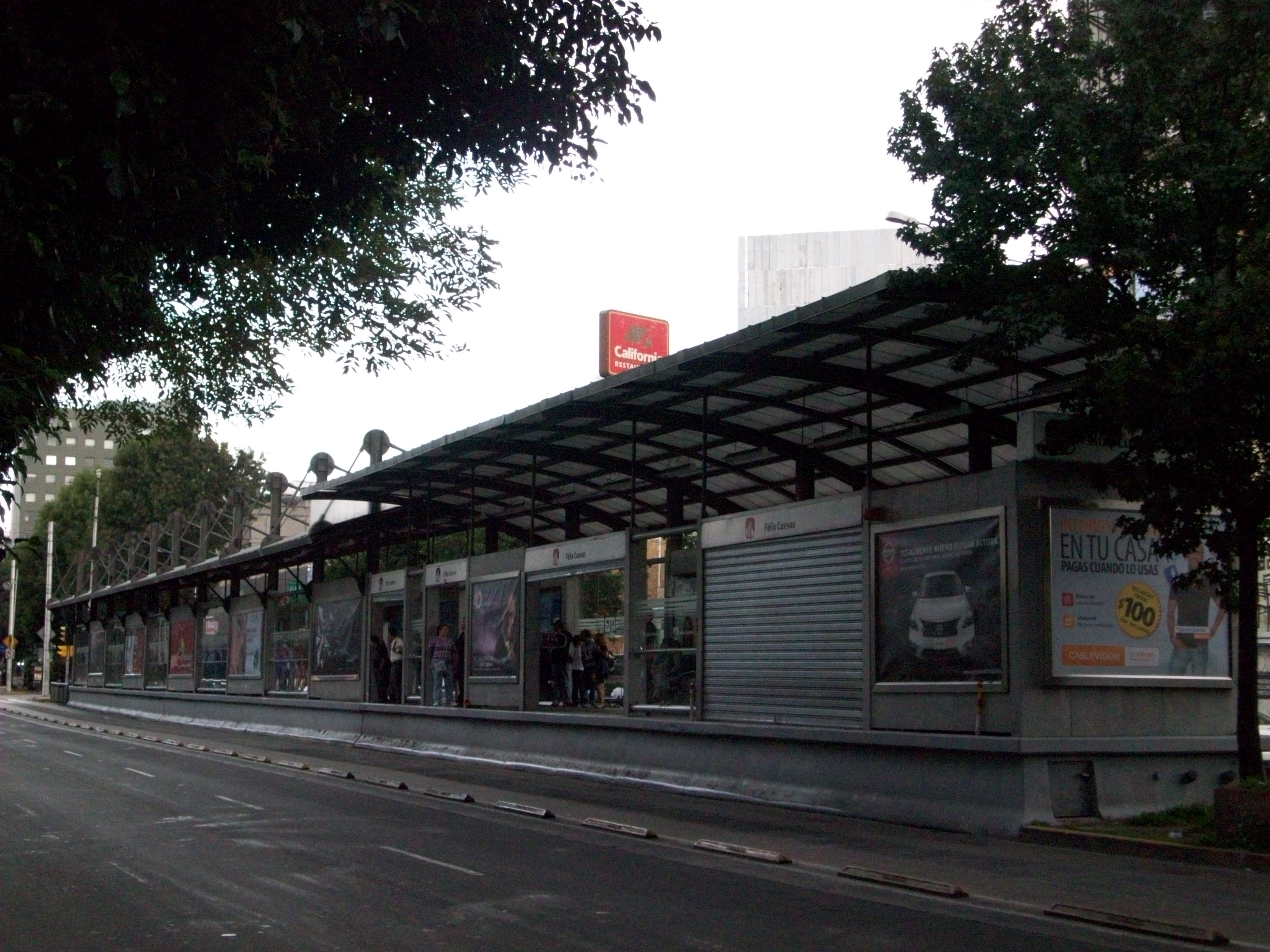
Restaurante California al fondo de una estación del servicio de Metrobús de la Ciudad de México.

### Buffet
A diferencia de sus competidores principales como Vips y Tok's, California ofrecía un cierto tipo de Buffet en todos sus restaurantes del país, dicho anteriormente, desde 1987 es lanzado el famoso Buffet California y en 1994 se lanza el concepto "Super Buffet". El Buffet consistía principalmente en la adquisición de alimentos ubicados en un anaquel, mediante un horario específico era disponible este servicio.

## Desaparición
En 2014 Controladora Comercial Mexicana vende sus 47 ubicaciones de Restaurantes California por un monto de mil 61 millones de pesos (mdp) a la empresa mexicana Grupo Gigante para convertirlas en Tok's Restaurantesdurante el año de 2016 a excepción de las sucursales Pachuca, San Luis Potosí y Lomas Estrella en la Alcaldía Iztapalapa, Ciudad de Méxicoque fueron las únicas no convertidas a Tok's y últimas que quedaron abiertas hasta principios de 2017.
En los últimos años, California llegó a tener hasta 60 sucursales, de las cuales 10 de ellas fueron abandonadas debido a la poca rentabilidad de la cadena restaurantera California en algunas zonas del país.